# عودا الأكل

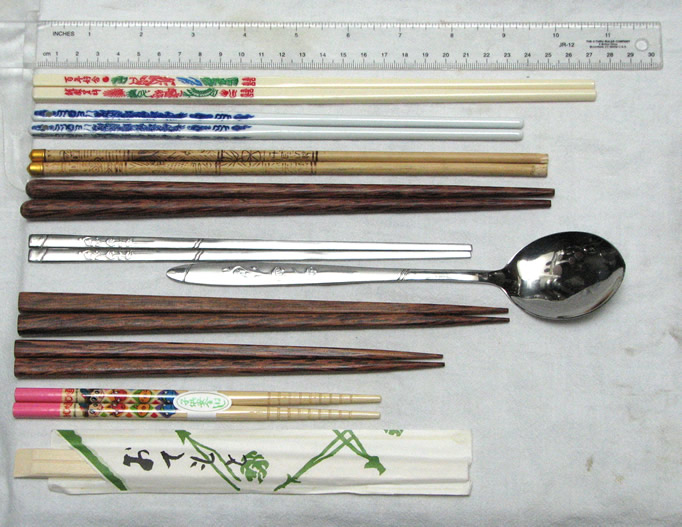
من الأعلى إلى الأسفل:• عيدان ميلامين تايوانية• أعواد الخزف الصيني
• عيدان الخيزران التبتية• عيدان من خشب النخيل الفيتنامي• أعواد كورية من الفولاذ المقاوم للصدأ مع ملعقة مطابقة
• طقم الزوجين اليابانيين (زوجين)• عيدان طعام للأطفال اليابانيين• عيدان الخيزران المتاح (في غلاف ورقي)

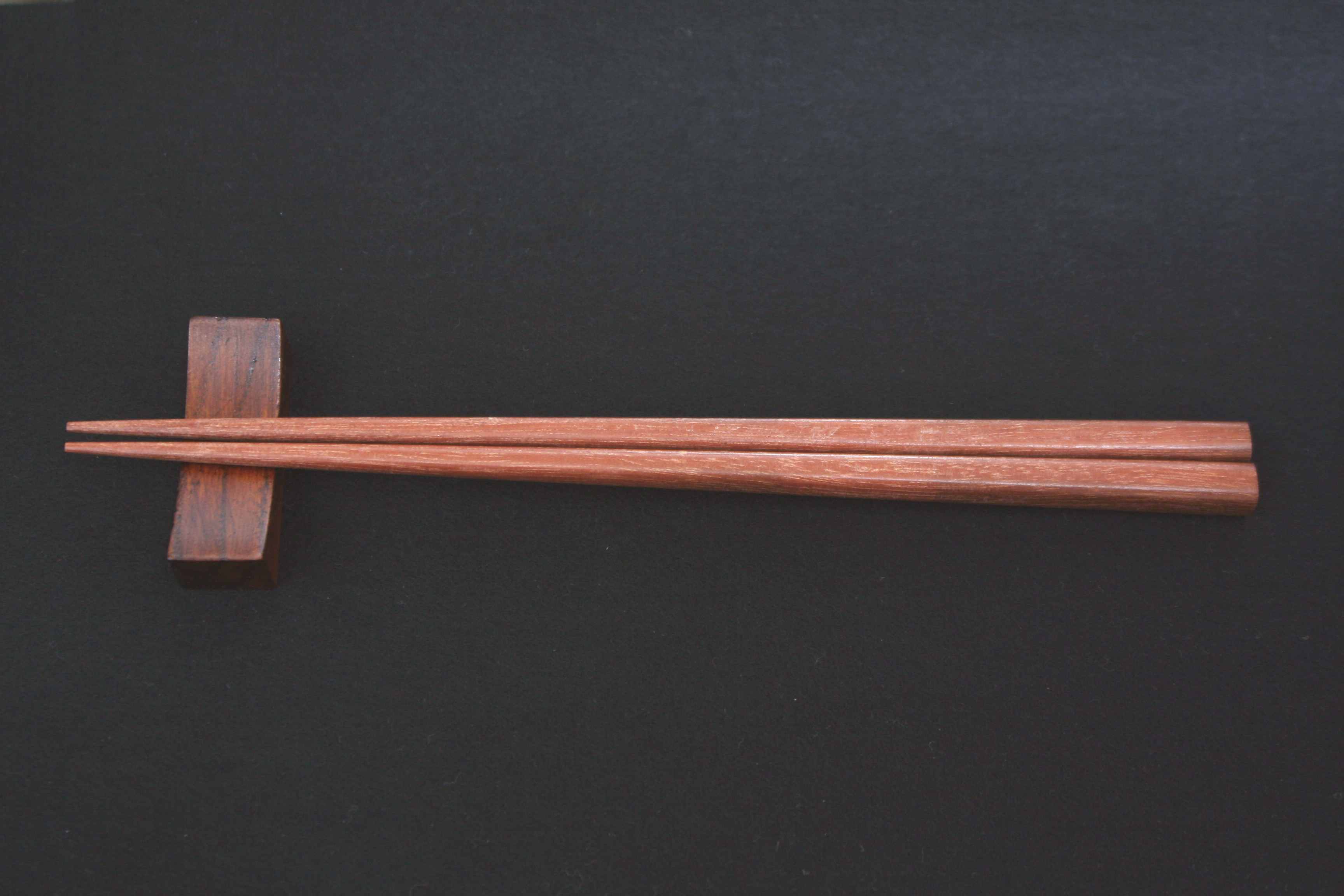
أعواد أكل مصنوعة من الخشب وموضوعة على مسند الأعواد.

عُودَا الأكل أو العُودان هما عودان رفيعان متساويا الطول يُستخدمان في تناول الطعام التقليدي في الصين واليابان وتايوان وكوريا وفيتنام. يعتقد أن أصلهما من الصين ويوجد بعض آثارهما في التيبت ونيبال القريبة من شعب الهان. تصنع أعواد الأكل عادة من الخيزران، اللدائن، الخشب، وقد تصنع أحياناً من المعدن، العظم أو العاج. يُمسك عودا الأكل بين إصبعي الإبهام والأصابع الأخرى في يد واحدة وتُستخدم لالتقاط الطعام.

## التاريخ
يعتقد أن أعواد الأكل ظهرت في الصين في فترة شانغ (1600- 1100 ق.م.) وانتشرت بشكل واسع في شرق آسيا. تم العثور على أول دليل لأعواد أكل مصنوعة من البرونز في قبر ين 1005، أنيانغ، خنان، تعود إلى حوالي 1200 ق.م.
في معظم شرق آسيا لأكثر من ثلاثة آلاف سنة. استخدمها الصينيون لأول مرة، ثم انتشرت في وقت لاحق إلى دول أخرى في مجال الثقافة في شرق آسيا بما في ذلك اليابان وكوريا وفيتنام؛ دول جنوب وجنوب شرق آسيا مثل كمبوديا ولاوس ونيبال وماليزيا وميانمار وسنغافورة وتايلاند.
يتم تنعيم عيدان تناول الطعام وغالبًا ما تكون مدببة وعادة ما تكون مصنوعة من الخيزران أو البلاستيك أو الخشب أو الفولاذ المقاوم للصدأ. وهي أقل شيوعًا وهي مصنوعة من التيتانيوم أو الذهب أو الفضة أو البورسلين أو اليشم أو العاج. تُمسك عيدان تناول الطعام في اليد المسيطرة، بين الإبهام والأصابع، وتستخدم لالتقاط قطع صغيرة من الطعام.
كتب مؤرخ سلالة هان ، سيما كيان ، أن عيدان تناول الطعام كانت معروفة قبل عهد أسرة شانغ (1766-1122 قبل الميلاد) ولكن لا يوجد دليل نصي أو أثري يدعم هذا البيان. أقرب دليل هو ستة عيدان مصنوعة من البرونز، 26 سنتيمتر (10 بوصة) طويلة و 1.1 إلى 1.3 سنتيمتر (0.43 إلى 0.51 بوصة) عرضًا، تم حفره من أنقاض يين بالقرب من أنيانغ (خنان) ويرجع تاريخه إلى 1200 قبل الميلاد تقريبًا؛ كان من المفترض أن تستخدم في الطهي.   أقدم مرجع نصي معروف لاستخدام عيدان تناول الطعام يأتي من هان فيزي، وهو نص فلسفي كتبه هان فاي (280-233 قبل الميلاد) في القرن الثالث قبل الميلاد.
تم استخدام أعواد الأكل الأولى للطبخ وإثارة النار وتقديم أو حجز أجزاء من الطعام وليس كأواني للأكل. بدأ استخدام عيدان تناول الطعام كأواني للأكل خلال عهد أسرة هان. واعتبرت عيدان أكثر كية صديقة للمن أدوات الطعام حادة أخرى. لم يتم استخدام عيدان تناول الطعام بشكل عادي إلا في عهد أسرة مينج في كل من التقديم والأكل. ثم حصلوا على اسم kuaizi والشكل الحالي.

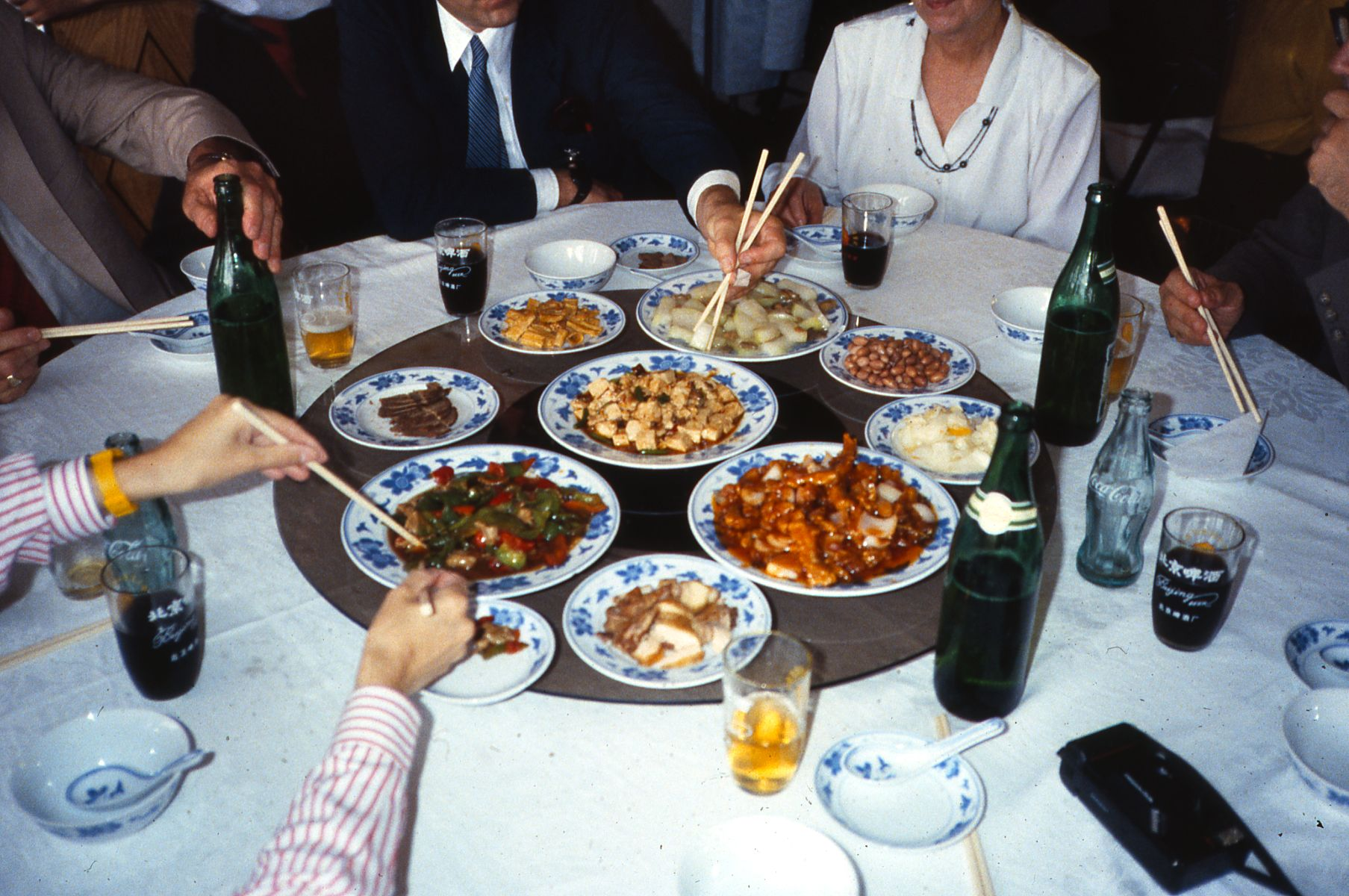
غربيون يستخدمون عيدان تناول الطعام في مطعم سياحي في الصين ، 1987

## آداب الاستخدام
تستخدم أعواد الطعام في الكثير من بلدان العالم وتختلف آداب الطعام من ثقافة إلى أخرى لكن هناك آداب عامة منها:

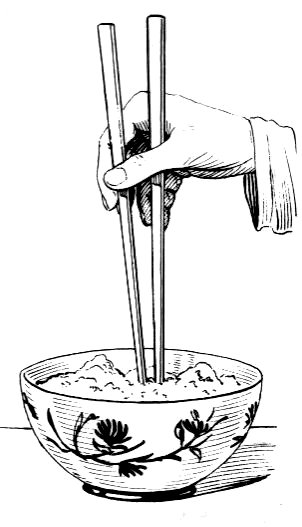
الطريقة الصحيحة لحمل عيدان تناول الطعام ، ضع عودًا واحدًا بين إصبع السبابة والإبهام وثبته في مكانه بإبهامك وإصبعك البنصر. يتم وضع عود الأكل العلوي الآخر بين السبابة والإصبع الأوسط كما لو كنت تضعه برفق على الإصبع الأوسط ، ويتم تثبيته بالإبهام. باستخدام إبهامك كنقطة ارتكاز ، حرك إصبعيك الوسطى والسبابة فقط.

- يجب أن لا تستخدم أعواد الطعام لإصدار أصوات أو لفت الانتباه أو للإشارة إلى الأشخاص. حيث يعتبر اللعب بأعواد الأكل سلوكاً سيئاً.الطريقة الصحيحة لحمل عيدان تناول الطعام ، ضع عودًا واحدًا بين إصبع السبابة والإبهام وثبته في مكانه بإبهامك وإصبعك البنصر. يتم وضع عود الأكل العلوي الآخر بين السبابة والإصبع الأوسط كما لو كنت تضعه برفق على الإصبع الأوسط ، ويتم تثبيته بالإبهام. باستخدام إبهامك كنقطة ارتكاز ، حرك إصبعيك الوسطى والسبابة فقط.[12]
- يجب أن لا تستخدم أعواد الأكل من أجل تحريك الأطباق.
- يجب أن لا تستخدم أعواد الأكل للعب بالطعام أو بالأطباق.
- لا تستخدم أعواد الأكل مثل الشوكة عن طريق ثقب الطعام لالتقاطه، هناك استثناء من أجل تقطيع قطع اللحم أو الخضار الكبيرة.
- يجب عدم ترك أعواد الأكل ملقاة في طبق الطعام.

## تأثيرات بيئية
الاستخدام الأكثر شيوعًا لعصي تناول الطعام المتاح هو في اليابان، حيث يتم استخدام حوالي 24 مليار زوج كل عام،    وهو ما يعادل 200 زوج لكل شخص سنويًا. في الصين، يتم إنتاج ما يقدر بنحو 45 مليار زوج من عيدان تناول الطعام التي تستخدم لمرة واحدة سنويًا.  هذا يضيف ما يصل إلى 1.66 مليون متر مكعب (59×106 قدم3) من الأخشاب  أو 25 مليون شجرة كاملة النمو كل عام. 
في أبريل 2006، فرضت الصين ضريبة بنسبة 5٪ على عيدان تناول الطعام التي تستخدم لمرة واحدة للحد من هدر الموارد الطبيعية عن طريق الاستهلاك المفرط.  كان لهذا الإجراء أكبر تأثير في اليابان حيث يتم استيراد العديد من عيدان تناول الطعام التي تستخدم لمرة واحدة من الصين،  والتي تمثل أكثر من 90٪ من السوق اليابانية.  
بدأ المصنعون الأمريكيون في تصدير عيدان تناول الطعام الأمريكية الصنع إلى الصين، باستخدام الصمغ الحلو وخشب الحور لأن هذه المواد لا تحتاج إلى تفتيح صناعيًا بالمواد الكيميائية أو التبييض، وقد نُظر إليها على أنها جذابة للمستهلكين الصينيين وغيرهم من شرق آسيا.
المغني التايواني الأمريكي المولد وانغ Leehom و قد دعا علنا استخدام القابلة لإعادة الاستخدام عيدان مصنوعة من مواد مستدامة.  في اليابان، تُعرف عيدان تناول الطعام القابلة لإعادة الاستخدام باسم maihashi or maibashi (マイ箸?, meaning "my chopsticks")
. 

## مشاكل طبية
أظهرت دراسة طبية عام 2003 أن الاستعمال الدائم لأعواد الأكل قد يسبب الفصال في اليد مؤدياً إلى آلم وتراخي في مفاصل اليد خاصة عند البالغين.
وجدت دراسة استقصائية أجرتها وزارة الصحة في هونغ كونغ عام 2006 أن نسبة الأشخاص الذين يستخدمون عيدان تناول الطعام أو الملاعق أو الأواني الأخرى لتقديم الطعام من طبق مشترك قد زادت من 46٪ إلى 65٪ منذ اندلاع السارس في عام 2003.

## الأنماط
تأتي عيدان تناول الطعام في مجموعة متنوعة من الأساليب، مع وجود اختلافات في الهندسة والمواد. اعتمادًا على البلد والمنطقة، تكون بعض أنماط عيدان الطعام أكثر شيوعًا من غيرها.
- الطول : عادة ما تكون عيدان تناول الطعام حوالي 26 سنتيمتر (10 بوصة) تتناقص إلى طرف واحد. تستخدم عيدان تناول الطعام الطويلة جدًا والكبيرة، عادةً حوالي 30 أو 40 سنتيمتر (12 أو  16 بوصة) ، للطبخ، خاصةً للأطعمة المقلية.
- تفتق : عادة ما تكون عيدان تناول الطعام مدببة في النهاية وتستخدم لالتقاط الطعام. عادة ما تكون عيدان تناول الطعام الصينية حادة، بينما تميل العيدان اليابانية إلى أن تكون حادة ومدببة في الأسلوب. عادة ما تحتوي عيدان تناول الطعام الكورية على تناقص تدريجي حاد، ولكن بقبضة مسطحة.
- المواد : تتوفر مجموعة كبيرة ومتنوعة من المواد، بما في ذلك الخيزران والخشب والبلاستيك والمعادن والعظام واليشم والبورسلين والعاج.
  - الخيزران وعيدان الخشب غير مكلفة نسبيا، وانخفاض في درجات الحرارة التوصيل، وتوفير قبضة جيدة لعقد الغذاء. يمكن أن تتشوه وتتدهور مع الاستخدام المستمر إذا كانت من النوع غير المصقول أو غير المصقول. جميع عيدان تناول الطعام التي تستخدم لمرة واحدة تقريبًا مصنوعة من الخيزران أو الخشب. تستخدم عيدان تناول الطعام التي تستخدم لمرة واحدة خاصة في المطاعم. غالبًا ما تأتي على شكل قطعة من الخشب مقطوعة جزئيًا ويجب تقسيمها إلى عيدان من قبل المستخدم (كدليل على عدم استخدامها من قبل). في اليابانية، تُعرف هذه الأدوات التي تستخدم لمرة واحدة باسم waribashi (割り箸)
  - عيدان تناول الطعام البلاستيكية غير مكلفة نسبيًا، ومنخفضة في درجة الحرارة، ومقاومة للتآكل. الميلامين هو أحد أكثر أنواع البلاستيك استخدامًا في عيدان تناول الطعام. لا تعتبر عيدان تناول الطعام البلاستيكية بنفس فعالية الخشب والخيزران في التقاط الطعام، لأنها تميل إلى أن تكون زلقة. أيضًا، لا يمكن استخدام عيدان تناول الطعام البلاستيكية في الطهي، لأن درجات الحرارة العالية قد تتلف عيدان تناول الطعام وتنتج مركبات سامة.
  - عيدان تناول الطعام المعدنية (الفولاذ المقاوم للصدأ عادةً) متينة وسهلة التنظيف، لكن المعدن زلق. لا تزال الفضة شائعة بين العائلات الثرية، كما هو الحال مع عيدان تناول الطعام ذات الرؤوس الفضية أو المصنوعة من الخشب، وهي مادة شائعة في عيدان تناول الطعام الكورية.[28]
  - عادة ما يتم اختيار مواد أخرى مثل العاج واليشم والذهب والفضة للرفاهية. غالبًا ما كان الأثرياء يستخدمون عيدان تناول الطعام ذات الرؤوس الفضية كإجراء وقائي، حيث كان يُعتقد أن الفضة ستتحول إلى اللون الأسود عند ملامستها للسم.[29]
- الزينة : يمكن طلاء أو طلى عيدان تناول الطعام الخشبية أو المصنوعة من الخيزران للزينة والعزل المائي. أحيانًا يتم تخشين عيدان تناول الطعام المعدنية أو كتابتها لجعلها أقل انزلاقًا. أحيانًا يتم توصيل أزواج عيدان الطعام المعدنية ذات الأسعار المرتفعة بسلسلة قصيرة في النهاية غير المستدقة لمنع انفصالها.عيدان تناول الطعام على رف المتجر

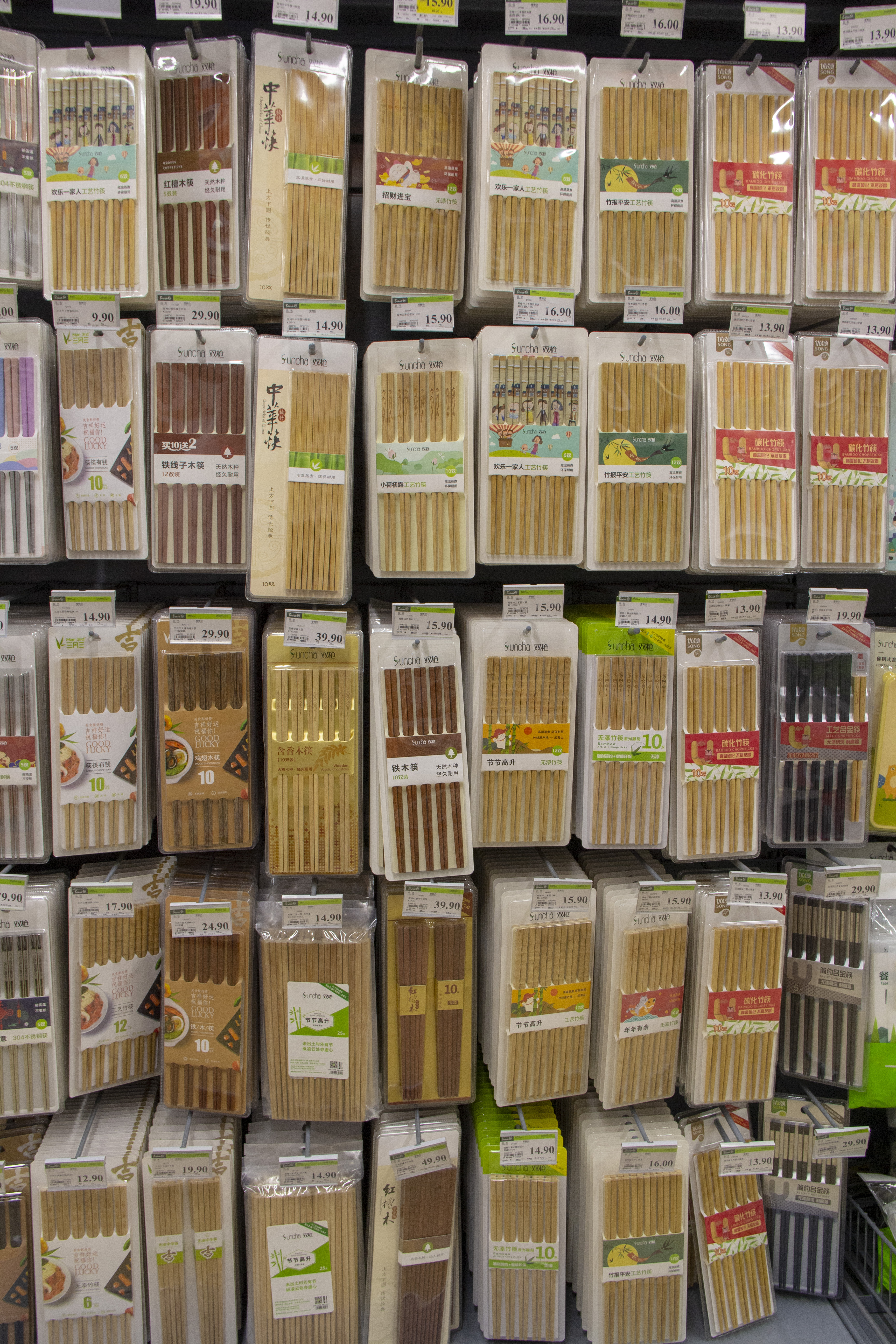
عيدان تناول الطعام على رف المتجر

### أعواد الاكل في الصين
أطول من معظم الأنماط الأخرى بحوالي 27 سنتيمتر (11 بوصة) ، أكثر سمكًا، مع جوانب مربعة أو مستديرة وتنتهي إما بأطراف عريضة أو حادة أو مسطحة أو أطراف مدببة مدببة. تعتبر الأطراف الحادة أكثر شيوعًا مع أصناف البلاستيك أو الميلامين بينما تكون الأطراف المدببة أكثر شيوعًا في أصناف الخشب والخيزران. قد تتكون العصي الصينية من أي مادة تقريبًا، ولكن الأكثر شيوعًا في مطاعم العصر الحديث هو بلاستيك الميلامين لقوة تحمله وسهولة الصرف الصحي. أكثر أنواع المواد شيوعًا في المنازل العادية هو الخيزران.

### كوريا
فريدة من نوعها بين ثقافات شرق آسيا، عيدان تناول الطعام التي يستخدمها الكوريون غالبا ما تكون مصنوعة من المعدن. اعتمادًا على العصر التاريخي، تنوع التركيب المعدني لعيدان تناول الطعام الكورية (في يومنا هذا، غالبية عيدان تناول الطعام المعدنية الكورية مصنوعة من الفولاذ المقاوم للصدأ (المجموعات الراقية، مثل تلك المخصصة للهدايا، غالبًا ما تكون مصنوعة من الفضة الإسترليني)، ولكن في الماضي، كما كان الحال في عصر كوريو، كانت عيدان تناول الطعام مصنوعة أيضًا من البرونز؛ خلال عصر جوسون، كانت عيدان تناول الطعام التي يستخدمها الملوك مصنوعة من الفضة، حيث يمكن غالبًا استخدام خصائصها المؤكسدة للكشف عما إذا كان الطعام مخصصًا للعائلة المالكة أم لا تم العبث بها). عيدان تناول الطعام المصنوعة من أخشاب مختلفة (عادة الخيزران) شائعة أيضًا في كوريا.
في كوريا الشمالية والجنوبية، يتم إقران عيدان تناول الطعام ذات الطول المتوسط مع شكل مستطيل صغير مسطح بملعقة (فريدة أيضًا بالنسبة لكوريا؛ معظم ثقافات شرق آسيا إما تخلت عن الملعقة أو تستخدم الأواني بشكل محدود) من نفس المواد المعدنية عادة. تسمى المجموعة sujeo (وهي عبارة عن حامل للكلمات الكورية للملعقة وعيدان تناول الطعام). تُستخدم الملعقة ومسند عيدان الطعام، وهي قطعة لإراحة sujeo دون لمس الطاولة، في الأكل التقليدي. تم تزيين العديد من عيدان تناول الطعام المعدنية الكورية بشكل مزخرف عند المقبض.
في الماضي، كانت مواد Sujeo متنوعة حسب الطبقة الاجتماعية: صُنعت Sujeo المستخدمة في البلاط من الذهب والفضة وكلوزوني وما إلى ذلك، بينما كان عامة الناس يستخدمون النحاس أو الخشب sujeo . في الوقت الحاضر، يُصنع sujeo عادةً من الفولاذ المقاوم للصدأ، على الرغم من أن Bangjja مشهور أيضًا في الأماكن الأكثر تقليدية.

### تايلاند
يستخدم المطبخ الأصلي شوكة وملعقة من الغرب. قدم المهاجرون الصينيون العرقيون استخدام عيدان الطعام للأطعمة التي تتطلبها. المطاعم التي تقدم المأكولات الآسيوية الأخرى التي تستخدم عيدان تناول الطعام تستخدم أسلوب عيدان الطعام، إن وجد، المناسب لذلك المطبخ.

### فيتنام
عصي طويلة تتناقص إلى نقطة حادة؛ تقليديا الخيزران أو الخشب المصقول. A đũa cả (من chữ nôm: 𥮊 奇) هي عيدان طعام كبيرة ومسطحة تستخدم لتقديم الأرز من القدر. تستخدم عيدان تناول الطعام البلاستيكية أيضًا بسبب متانتها. ومع ذلك، فإن عيدان تناول الطعام المصنوعة من الخيزران أو الخشب غالبًا ما تكون أكثر شيوعًا، خاصة في ريف القرية (كوي).

### اداب الاكل بالعيدان في كمبوديا
في كمبوديا، تعتبر الشوكة والملعقة من الأواني النموذجية المستخدمة في تناول الطعام وآداب السلوك الكمبودي. تُستخدم الملاعق لتجميع الطعام أو الماء والشوكة موجودة للمساعدة في توجيه الطعام إلى الملعقة. تستخدم عيدان تناول الطعام عادةً في أطباق المعكرونة مثل Kuy teav وNum Banh Chok وأطباق الحساء الأخرى. عند تناول الحساء، عادةً ما يتم إقران عيدان تناول الطعام بالملعقة، حيث ستلتقط عيدان الطعام الطعام وتستخدم الملعقة لشرب المرق. لا تلمس الشوك الفم أبدًا، حيث يُعتقد أنها وقحة، وبالتالي لا تستخدم في تناول مثل هذه الأطباق. 

### اداب الاكل بالعيدان في الصين
- عند تناول الأرز من وعاء، من الطبيعي أن تمسك وعاء الأرز حتى الفم وأن تستخدم أعواد الأكل لدفع الأرز أو جرفه في الفم مباشرة.
- من المقبول نقل الطعام إلى الأشخاص المرتبطين ارتباطًا وثيقًا (مثل الأجداد أو الوالدين أو الزوج أو الأطفال أو غيرهم من الأشخاص المهمين) إذا كانوا يواجهون صعوبة في التقاط الطعام. أيضًا، إنها علامة على الاحترام لتمرير الطعام إلى كبار السن أولاً قبل بدء العشاء. في كثير من الأحيان، سينقل أفراد الأسرة قطعة طعام مختارة من طبق إلى وعاء قريب كعلامة على الاهتمام. أحد أشكال ذلك هو نقل الطعام أثناء استخدام الوعاء الخاص به كدعم، أسفل الطعام وعيدان تناول الطعام لمنع سقوط الطعام أو تقطره، ثم نقله من هناك إلى وعاء أحد الأقارب.
- من الآداب السيئة النقر على عيدان تناول الطعام على حافة الوعاء؛ يُحدث المتسولون هذا النوع من الضجيج لجذب الانتباه.[32] [33]
- إن حمل عيدان تناول الطعام بشكل غير صحيح سينعكس بشكل سيء على والدي الطفل، الذين يتحملون مسؤولية تعليم أطفالهم.
- من غير المهذب أن نقطع الطعام بعصا الطعام. عادة ما يتم تناول أي شيء يصعب التعامل معه باستخدام عيدان تناول الطعام بالملعقة.
- يعتبر توجيه عيدان تناول الطعام نحو الآخرين الجالسين على الطاولة من الآداب السيئة.[34]
- لا ينبغي ترك عيدان الأكل ملتصقة رأسياً في وعاء أرز لأنها تشبه طقوس حرق البخور التي ترمز إلى «إطعام» الموتى والموت بشكل عام. هذا أيضًا غير محبذ في كوريا الجنوبية واليابان.[35]
- تقليديًا، كان يستخدم الجميع عيدان تناول الطعام الخاصة بهم لأخذ الطعام من الأطباق إلى وعاءهم الخاص، أو لنقل الطعام من الأطباق إلى أطباق كبار السن أو الضيوف. يتم استخدام عيدان تناول الطعام (with 筷 ، «عيدان الاستخدام المجتمعي») في المطاعم أو التجمعات التي يحضرها ضيوف من غير أفراد الأسرة فقط. هذه تستخدم لأخذ الطعام مباشرة من أطباق التقديم؛ يعادون إلى الأطباق بعد أن يخدم المرء نفسه. بسبب التعليم الأفضل فيما يتعلق بممارسات الأكل الصحي، تتبنى العديد من العائلات هذه الممارسة في وجبات الطعام الخاصة أيضًا. بالتناوب، يمكن تركهم ثابتين على الطاولة، خاصة أمام المضيف على رأس الطاولة، بحيث يمكن للمضيف أن يخدم ضيوفه الكرام بأدب على يساره ويمينه (وبالتالي يمكنهم خدمته في المقابل) دون باستخدام عيدان تناول الطعام.
- عند الجلوس لتناول وجبة، من المعتاد السماح لكبار السن بتناول عيدان تناول الطعام قبل أي شخص آخر.
- لا ينبغي استخدام عيدان تناول الطعام بشكل مقلوب؛ يعتبر من المقبول استخدامها مقلوبة لتقليب الطعام أو نقله من طبق آخر (لا ينوي الشخص تناوله بالكامل). تستخدم هذه الطريقة فقط في حالة عدم وجود عيدان تناول الطعام.
- لا ينبغي للمرء أن «يحفر» أو «يبحث» في الطعام عن شيء معين. يُعرف هذا أحيانًا باسم «حفر القبر» أو «حفر القبور» وهو شكل رديء للغاية.
- عند تناول الطعام من طبق التقديم المشترك، يجب ألا تمر عيدان تناول الطعام على عيدان تناول الطعام أو يده أو ذراعه؛ يجب أن يأخذ العشاء الطعام جانبًا أو ينتظر.
- عند تناول الطعام من طبق التقديم الجماعي، يتم ذلك مع وضع راحة اليد في المقدمة، حيث يعتبر من الوقاحة إظهار مفاصل الأصابع لأصحاب الطعام.

### اليابان
- يجب وضع الأطراف المدببة لعيدان تناول الطعام على مسند عيدان تناول الطعام عند عدم استخدام عيدان تناول الطعام.[36] ومع ذلك، عندما لا تتوفر مسند عيدان كما هو الحال غالبًا في المطاعم التي تستخدم واريباشي (عيدان تناول الطعام التي تستخدم لمرة واحدة)، يمكن للشخص أن يضع مسندًا لراحة تناول الطعام عن طريق طي العلبة الورقية التي تحتوي على عيدان تناول الطعام. [36]
- عادة ما يتم استخدام أعواد الأكل العكسي لاستخدام الطرف النظيف المعاكس لنقل الطعام من الطبق المشترك، وهو مقبول إذا لم يكن هناك عيدان طعام مشتركة (على سبيل المثال، إذا كانت الوجبة مستضافة في منزل شخص ما).[37] ليس من الأخلاق الحميدة استخدام عيدان تناول الطعام العكسي (逆 さ 箸 -Sakasabashi). والسبب في ذلك في عيدان تناول الطعام التي تسمى إيواي باشي (祝 い 箸). هناك نوع من عيدان تناول الطعام الاحتفالية التي لها نهايات حادة بحيث يمكن استخدام كلا الطرفين. لكن أحد الجوانب ليس للإنسان أن يستخدمه.

- لا ينبغي عبور عيدان تناول الطعام على طاولة، [38] لأن هذا يرمز إلى الموت، أو أن تعلق رأسياً في الأرز، وهو ما يتم أثناء الجنازة. [36] [37]
- يجب وضع عيدان تناول الطعام في الاتجاه الأيمن - الأيسر؛ يجب أن تكون النصائح على اليسار.[39]
- في الاستخدام الرسمي، يجب استبدال عيدان تناول الطعام (واريباشي) في الغلاف في نهاية الوجبة. [36]